# Berta Pīpiņa
Berta Pīpiņa, née Ziemele le 28 septembre 1883 à Code (Lettonie) et morte en 1942 en Sibérie est une enseignante, écrivaine, journaliste, femme politique et militante féministe lettonne. Elle est la première femme élue députée à la Saeima, chambre monocamérale du Parlement letton, en 1931.
Engagée dans le domaine des droits des femmes, elle lutte pour la promulgation de lois et la mise en place de politiques publiques en faveur de l'égalité des genres ainsi qu'à la protection familiale. Lorsqu'en 1940, alors que l'Union soviétique lance l'occupation des pays baltes, elle est arrêtée puis déportée dans un goulag en Sibérie, où elle meurt en 1942.

## Biographie

### Enfance et formation
Berta Ziemele naît le 28 septembre 1883 dans le village de Code dans le novads de Bauska, au sein de l'Empire russe, correspondant actuellement au territoire de la Lettonie,. Elle est la fille de Liza Kula et de Jekabs Ziemelis, un couple travaillant dans une ferme et possédant une auberge. Elle fréquente l'École de grammaire pour filles, un établissement public situé dans la paroisse de Misa, puis le Gymnasium préliminaire pour filles Beķeris à Bauska qui permet aux femmes d'accéder à quatre années d'études secondaires,.

### Carrière professionnelle
En 1901, Berta Ziemele commence l’enseignement à Kharkiv, dans l'Ukraine actuelle. Entre 1904 et 1908, à Berlin, elle étudie l'orthophonie spécialisée pour les enfants en situation de handicap sous la direction du docteur Liebman,. L'année suivante, elle voyage en Suisse et en Russie pour poursuivre ses études des différents systèmes d'éducation. Rentrée en Lettonie en 1910, elle épouse Ermanis Pīpiņš, un journaliste et critique littéraire né en 1873,. Le couple aura trois enfants : deux filles, Biruta et Nora, et un fils, Jānis.

### Parcours politique et militant
Lorsque la Lettonie proclame son indépendance en 1918, Berta Pīpiņa s'engage dans divers domaines sociaux et politiques. En août 1922, elle est l'une des membres fondateurs du Centre démocratique des fonctionnaires publics non-partisans (DC), un parti centriste et agrariste. Elle y est élue en son comité central, faisant d'elle la première femme à siéger dans au sein de organe directeur et décisionnel d'un parti. En 1919, elle est élue conseillère municipale de la capitale du pays, Riga, où elle travaille sur des sujets tels que la consommation d'alcool sur la voie publique, tout en maintenant ses préoccupations vis-à-vis de la condition des femmes et des enfants. Elle est nommée à la commission de l'approvisionnement du conseil municipal, et s'exprime à de nombreuses reprises quant aux problèmes que rencontrent les femmes.
Aux alentours de 1922, elle rejoint la Ligue nationale des femmes lettones (LNFL), et, la même année, le Conseil international des femmes (CIF). En 1925, elle devient la présidente de la LNFL, celle-ci organisant diverses actions, telles la création de jardins d'enfants et d'écoles du dimanche, l’exploitation de matériel littéraire et de bibliothèques, la mise en place de cours destinés aux femmes ou d'ateliers de travaux d'aiguilles. La Ligue fournit également des conseils et une aide juridique gratuite aux femmes, qui, selon Berta Pīpiņa, prend part à l'objectif de l'union des femmes, à leur apprentissage, à la bonne éducation des générations futures et au développement d'un sentiment national,.
Entre 1925 et 1928, Berta Pīpiņa prend la direction du Département des personnes démunies de la ville de Riga et siège jusqu’en 1931 au sein de la Commission d'audit de la municipalité, ayant une mission de contrôle des bureaux municipaux. Son époux décède en 1927 et elle commence à publier ses écrits en 1928, avec un article ayant pour titre « Comment parler à mes enfants de la sexualité ? ». En 1930, elle participe à la fondation du Conseil des organisations lettones de femmes, une organisation faîtière visant à promouvoir l'accès des femmes à l'égalité sociale et politique. Elle siège dans son conseil d'administration puis est nommée à sa tête.
En 1931, elle est la première femme élue députée au Parlement letton, la Saeima,,. Elle est une des six parlementaires du Centre démocratique élus, et seule femme des cent membres d'alors de cette chambre. Elle est nommée assistante du président de la Commission sur l'autogouvernance et siège comme Secrétaire de la Commission des pétitions. En tant que députée, Berta Pīpiņa s'est efforcée de mettre en place une protection juridique pour les femmes et les familles. Alors qu'un dépôt de proposition de loi vise l’interdiction aux femmes de travailler une fois mariées, elle fait sensation en déclarant son opposition et provoquant le mépris de Kārlis Ulmanis, le Premier ministre d'alors. Elle propose également des législations visant un soutien de l'État aux pauvres et aux familles, et est victime de régulières attaques machistes de la part de la presse et de ses collègues masculins.
À cette même époque, elle participe à différentes conférences internationales, tels les Congrès du CIF à Vienne, en 1930, à Stockholm, en 1933, à Paris, en 1934 et à Dubrovnik, en 1936. Elle est également présente à des réunions de femmes tenues en Autriche, Hongrie et Russie, entre autres. En 1934, elle cofonde un périodique mensuel féministe, Latviete, ayant pour dessein de délivrer une pédagogie aux femmes concernant la lutte face aux « stéréotypes patriarcaux » les empêchant de percevoir un traitement égal aux hommes au sein de la société lettonne. Cette même année, son mandat au conseil municipal de Riga prend fin,.

### Ultimes années, mort et postérité
En 1934, Kārlis Ulmanis provoque un coup d'État et met en place un régime autoritaire. Alors que la Saeima est dissoute, Berta Pīpiņa se retire de la vie politique tout en restant active dans le milieu du journalisme. Elle démissionne de la présidence du Conseil des organisations lettones de femmes en 1935. Elle publie un roman, Fille d'aubergistes,, et est désignée vice-présidence du CIF en 1936. Après que l'Armée rouge ait instauré son occupation de la Lettonie en 1940, elle devient une cible des nouvelles autorités, est arrêtée et déportée en Sibérie en 1941,.
Berta Pīpiņa meurt en 1942 dans un goulag situé aux alentours de la rivière Ob. Considérée comme une ennemie de la République socialiste soviétique de Lettonie, notamment pour avoir servi un Parlement indépendant, son nom et sa biographie sont expurgés des encyclopédies.
En 1991, après la nouvelle indépendance de la Lettonie, sa participation à l'histoire politique et féministe du pays est restaurée,.